# Andrés Zaldívar
José Andrés Rafael Zaldívar Larraín (Santiago del Cile, 18 marzo 1936) è un politico e avvocato cileno, appartenente al Partito Democratico Cristiano del Cile.

## Biografia
Fratello di Adolfo Zaldívar, anche lui politico, ha iniziato la propria carriera politica iscrivendosi al Partito Socialconservatore Cileno nel 1952. Si è laureato in diritto all'Università del Cile studiando anche a Chicago per un certo periodo di tempo. Nel 1957 assieme a Eduardo Frei Montalva ha collaborato alla fondazione del Partito Democratico Cristiano del Cile, un partito cristiano sociale con un programma progressista, che si proponeva di competere con il Partito Socialista del Cile e il Partito Comunista del Cile.
Dopo la vittoria di Frei Montalva alle elezioni presidenziali del 1964 Zaldívar divenne ministro delle Finanze. Con la sconfitta del PDC alle elezioni del 1970 da parte di Salvador Allende dell'Unità Popolare assume diversi incarichi all'interno del partito.
In seguito alla caduta di Allende a causa del colpo di stato militare da parte del generale Augusto Pinochet, Zaldívar assieme alla sua famiglia fuggì in Spagna. Nel 1981, ritornato in Cile divenne presidente dell'Internazionale Democratica Centrista. Si impegnò politicamente come oppositore della dittatura e sostenne la costituzione della coalizione di centrosinistra Concertación de Partidos por la Democracia assieme ai socialisti e ai socialdemocratici.
Dopo la vittoria al Referendum nazionale del 1988 e alle successive presidenziali 1989 Zaldívar è stato eletto senatore. Nel 1998 è stato eletto Presidente del Senato Cileno, incarico che ha mantenuto fino al 2004. Si è candidato poi alle elezioni primarie per la DC alle presidenziali del 1999 ma è stato sconfitto sonoramente dal candidato socialista Ricardo Lagos.
Alle elezioni presidenziali del 2005 è stato il coordinatore della campagna elettorale di Michelle Bachelet e nello stesso tempo si è candidato al senato senza però risultare eletto.
Nel 2006 a seguito della vittoria della socialista Michelle Bachelet, è stato nominato dalla stessa quale Ministro dell'Interno, incarico che ha mantenuto fino alla fine dell'anno.

## Curiosità
- Zaldívar è alto 1,59 metri e per questo motivo è chiamato Chico Zaldívar (Piccolo Zaldívar).